# Tcheka
Manuel Lopes Andrade (Ribeira da Barca, Santa Catarina, 20 juli 1973), beter bekend als Tcheka, is een Kaapverdiaans zanger, gitarist en songwriter.

## Biografie
Tcheka groeide op in het vissersdorp Ribeira Barca, op het eiland Santiago in Kaapverdië. Hij was de zoon van de violist Nho Raul Andrade. Zijn vader speelde met zijn muziekgroep op feesten en begrafenissen. Tcheka speelde als kind al gitaar tijdens de optredens van zijn vader. Zijn vader leerde hem de traditionele stijlen van Santiago en Kaapverdië zoals morna en coladeira. Tcheka raakte in het bijzonder geïnteresseerd in batuque.
Later verhuisde Tcheka naar Praia. Hij werkte daar een tijdje als cameraman voor de nationale televisie.
In 2003 bracht Tcheka zijn debuutalbum Argui uit op platenlabel Lusafrica. In 2007 trad Tcheka op in de Verenigde Staten in het voorprogramma van Cesária Évora.

## Muziekstijl
Tcheka ontwikkelde een eigen stijl gebaseerd op de ritmes van batuque, een genre dat in Santiago traditioneel door vrouwen werd gespeeld.  Tcheka combineert batuque met andere Kaapverdiaanse genres zoals morna, coladeira, funaná en tabanka, en met allerlei invloeden van buiten Kaapverdië zoals Braziliaanse, Caribische en Afrikaanse muziek en jazz. Hier voegt hij zijn ritmische, percussieve gitaarspel  aan toe, melodieuze liedjes vol weemoed, en zijn stem, die omschreven wordt als een hoge tenor, expressief en heerlijk smachtend. Het resultaat is muziek die duidelijk geworteld is in de Kaapverdische traditie, maar toch uniek klinkt.
Tcheka zingt in zijn liedjes over het leven in Kaapverdië en de schoonheid van Kaapverdië, over onmogelijke en verloren liefdes en over maatschappelijke thema's zoals seksuele intimidatie.

## Samenwerkingen
Tcheka schreef enkele songs voor Lura, voor haar albums In Love (2002) en Di Korpu Ku Alma (2005).
Tcheka's derde album Lonji (2007) werd geproduceerd door de Braziliaanse zanger en songwriter Lenine, die het geluid van Tcheka verrijkte met verrassende percussie-elementen.
De accordeonist Régis Gizavo speelde mee op Tcheka's album Dor de Mar (2011). In 2012 gaf Tcheka samen met Régis Gizavo een optreden op Music Meeting in Nijmegen.

## Erkenning en waardering
Dor de Mar bereikte de 9e plaats van de World Music Charts Europe. Het album kreeg van het Britse muziektijdschrift Songlines de hoogst mogelijk beoordeling: vijf sterren en het predicaat "Top of the World". Songlines schreef dat dit album Tcheka de belangrijkste songwriter maakte van zijn Kaapverdische generatie, een generatie waar ook Mayra Andrade en Lura toe behoren.
In 2023 nam Songlines Tcheka op in een lijst van de "10 Essential African Guitarists".

## Discografie
- Argui (2003)
- Nu Monda (2005)
- Lonji (2007)
- Dor De Mar (2011)
- Boka Kafé (2017)
- Spera Mundo (2025)